# Rinaldo (ur. 1966)
Rinaldo, właśc. Antônio Rinaldo Gonçalves (ur. 31 października 1966 w Campina Grande) – piłkarz brazylijski, występujący podczas kariery na pozycji napastnika.

## Kariera klubowa
Rinaldo karierę piłkarską rozpoczął w klubach z rodzinnego Campina Grande: Campinense i Treze. W latach 1985–1988 występował w Santa Cruz Recife. W Santa Cruz 13 września 1987 w przegranym 0-4 meczu z SC Internacional Rinaldo zadebiutował w lidze brazylijskiej. Z Santa Cruz dwukrotnie zdobył mistrzostwo stanu Pernambucano – Campeonato Pernambucano w 1986 i 1987. W latach 1989–1990 był zawodnikiem Fluminense FC, z którego trafił São Paulo FC.
W São Paulo 14 czerwca 1992 w przegranym 0-1 meczu z CR Flamengo Rinaldo po raz ostatni wystąpił w lidze. Ogółem w latach 1987–1992 w lidze brazylijskiej wystąpił w 72 meczach, których strzelił 14 bramek. Z São Paulo zdobył mistrzostwo Brazylii w 1991, Copa Libertadores 1992 oraz mistrzostwo stanu São Paulo – Campeonato Paulista w 1991. Później występował m.in. w Portugalii w klubach Moreirense FC i CS Marítimo, w Japonii czy Austrii. Karierę zakończył w 2004 w FC Kärnten.

## Kariera reprezentacyjna
Rinaldo jedyny raz w reprezentacji Brazylii 31 października 1990 w przegranym 1-2 towarzyskim meczu z Drużyną Reszty Świata rozegranym z okazji 50. urodzin Pelé'go. Rinaldo nigdy nie zagrał w reprezentacji w meczu międzypaństwowym.